# Eberhard Schäfer
Eberhard Schäfer (Magdeburgo, 25 de agosto de 1924 — Zamość, 9 de abril de 1944) foi um Oberleutnant altamente condecorado na Luftwaffe durante a Segunda Guerra Mundial e recebeu a Cruz de Cavaleiro da Cruz de Ferro. A Cruz de Cavaleiro foi concedida para reconhecer a bravura extrema no campo de batalha ou liderança militar de sucesso. Eberhard Schäfer foi ferido em 6 de abril de 1944 durante um ataque a concentrações de tropas soviéticas a 40 quilômetros (25 mi) ao norte de Brody. Sua aeronave foi atingida por tiros de armas pequenas, uma bala acertando sua arma em seu cinto. A pistola e o carregador foram despedaçados e balas e fragmentos perfuraram seu abdômen. Schäfer manteve sua consciência durante o vôo de volta de 35 minutos. Apesar dos cuidados médicos imediatos, ele morreu no hospital de campanha 608 em Zamość, Polônia às 02:30 de 9 de abril de 1944. O Generalleutnant Hans Seidemann apresentou a Schäfer a Cruz de Cavaleiro da Cruz de Ferro no hospital de campanha em 8 de abril de 1944. Ele foi promovido postumamente a Oberleutnant e recebeu a Cruz Germânica em Ouro.

## Carreira
Ele nasceu em Magdeburgo (no distrito de Sudenburg), então sua família mudou-se para Detmold.  Interessado pela aviação, aos 15 anos concluiu um curso de planador. Durante a Segunda Guerra Mundial, em 1 de dezembro de 1941, ele se ofereceu como voluntário para a Luftwaffe. Após o treinamento básico em Detmold, em fevereiro de 1942 ele entrou na escola de oficiais em Dresden, onde se graduou recebendo o distintivo de piloto em 26 de novembro de 1942. Como Fähnrich (alferes), ele continuou seu treinamento em Colberga até março de 1943.
No início de junho de 1943, Schaefer, com a patente de Leutnant (segundo-tenente), foi enviado para a Frente Oriental, para o esquadrão de bombardeiros 5./KG51 (II. Gruppe) estacionado perto de Rosławia na região de Smolensk. Ele voou para lá como piloto do bombardeiro Junkers Ju 88 em missões de combate, incluindo anti-insurgência. Em 18 de setembro de 1943, seu esquadrão foi transferido para Salonica, Grécia, bombardeando as ilhas de  Leros, Samos, Cós e Quios, controladas pelos Aliados e atacar o transporte marítimo. Por seu serviço intensivo, realizando 110 missões em menos de três meses de serviço de combate, em outubro ele foi premiado com o Distintivo de Voo do Fronte da Luftwaffe (Frontflugspange). Ele também recebeu a Cruz de Ferro de 2.º classe em 31 de agosto de 1943 e a de 1.ª classe em 26 de setembro de 1943.

## Condecorações
- Distintivo de Voo do Fronte da Luftwaffe
  - em Bronze (20 de agosto de 1943)
  - em Prata (6 de setembro de 1943)
  - em Ouro (21 de outubro de 1943)
- Cruz de Ferro (1939)
  - 2ª classe (31 de agosto de 1943)[2]
  - 1ª classe (26 de setembro de 1943)[2]
- Troféu de Honra da Luftwaffe (20 de março de 1944)[2]
- Distintivo de Ferido (1939)
  - em Preto
  - em Prata
- Cruz Germânica em Ouro (22 de abril de 1944, postumamente)
- Cruz de Cavaleiro da Cruz de Ferro (7 de abril de 1944) como Leutnant e piloto no III./KG 3[3][2][4]